# 吾豫
吾豫，浙江承宣布政使司衢州府開化（今浙江開化縣）人，明朝政治人物。
曾任遂溪教諭、訓導。景泰初年，舉薦入京，屢次進言邊防策略并獲准用。
景泰八年正月，于谦入狱当时遂溪教諭吾豫称于謙罪當族诛，更指他所薦舉的文武大臣應一併誅殺，最終因部議力阻而作罷。千戶白琦又請求列舉其罪狀，並刻在板上公告天下。一時满朝官员欲求得寵者，都以于謙之事為口實。。